# John Harvey (waterskiër)
John Harvey is een voormalig Brits waterskiër.

## Levensloop
Bowles werd in 1972 Europees kampioen in de Formule 1 van het waterski racing.

## Palmares
- Europees kampioenschap: 1972